# Marcia Reale
Marcia Reale ou Fanfara Reale era o hino nacional do Império Italiano, entre 1861 e 1943. Foi composta em 1831 ou 1934 por Giuseppe Gabetti por ordem de Charles Albert de Sardinia.

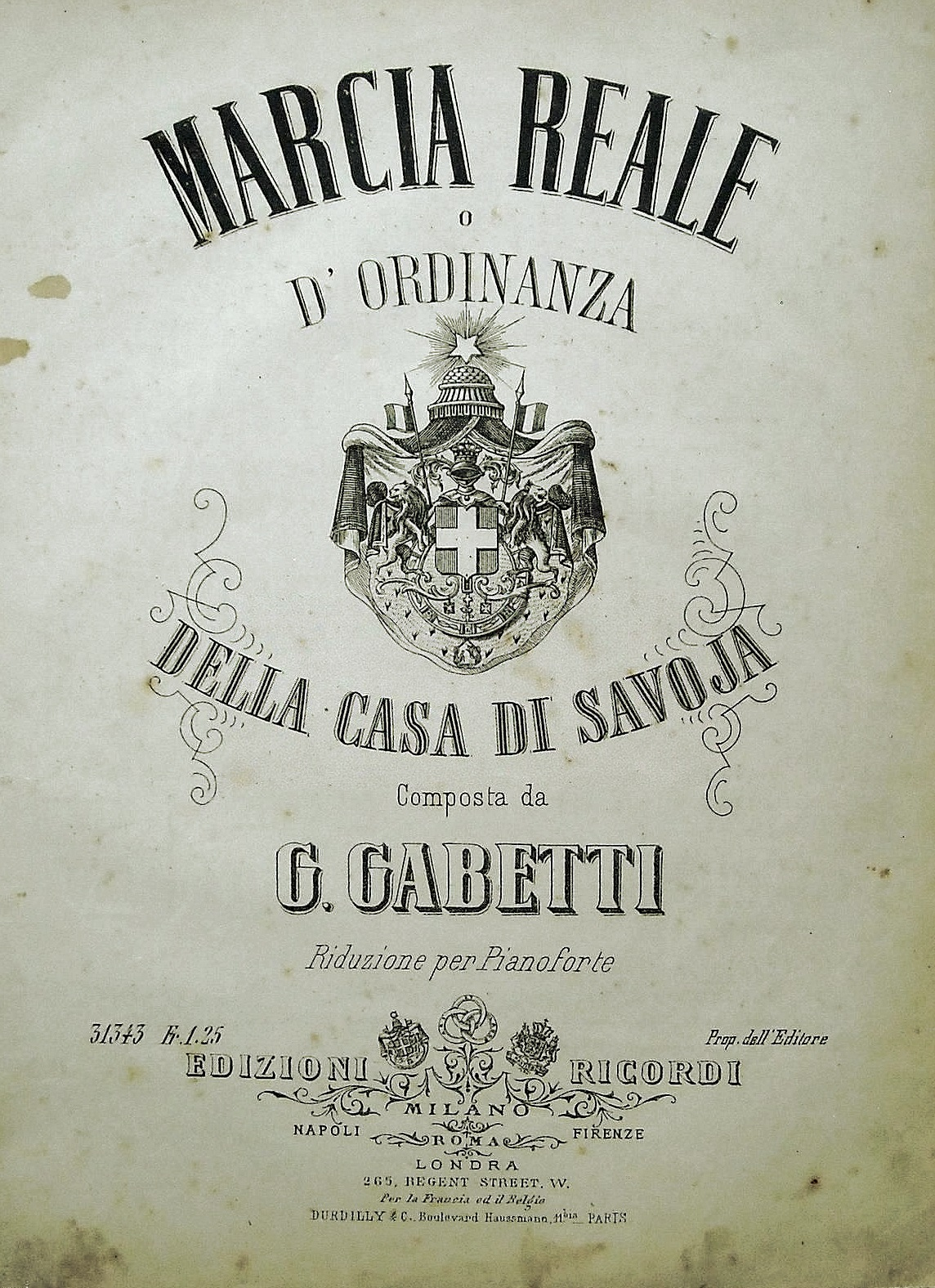

Letra:

Viva il Re ! Viva il Re ! Viva il Re !
Le trombe liete squillano
Viva il Re ! Viva il Re ! Viva il Re !
Con esso i canti echeggiano
Rullano i tamburi le trombe squillano squillano
Cantici di gloria eleviamo con fervor
Viva l'Italia, l'Italia evviva ! Evviva il Re !
Viva L'Italia, evviva li Re ! Evviva il Re !!!
Viva l'Italia ! Viva il Re ! Viva il Re !
Tutta l'Italia spera in Te, crede in Te,
gloria di nostra stirpe, segnal di libertà,
di libertà, di libertà, di libertà.
Quando i nemici agognino
i nostri campi floridi
dove gli eroi pugnarono
nelle trascorse età,
finché duri l'amor di patria fervido,
finché regni la nostra civiltà.
L'Alpe d'Italia libera,
dal bel parlare angelico,
piede d'odiato barbaro
giammai calpesterà
finché duri l'amor di patria fervido,
finche regni la nostra civiltà.
Come falange unanime
i figli della Patria
si copriran di gloria
gridando libertà.
1. ↑  Maurizio Ridolfi et al., Almanacco della Repubblica: storia d'Italia attraverso le tradizioni, le istituzioni e le simbologie repubblicane, Torino, PPBM, 2003, ISBN 88-424-9499-2
2. ↑  Cesare Caravaglios, Il centenario della Marcia Reale (1834-1934), in Bollettino dell'Ufficio Storico del comando del Corpo di Stato Maggiore, Roma, Tipografia del Senato G. Bardi, 1934
3. ↑  Marco Grondona, Lezioni di musica: un'introduzione alla storia della musica, Roma, Armando, 1999, ISBN 88-7144-970-3